# Ministerio de Finanzas (Rodesia)
El Ministerio de Finanzas era un ministerio del Gabinete de Rodesia, el responsable de supervisar las finanzas públicas de la nación.

## Historia
El Ministerio de Finanzas se estableció durante el período colonial de Rodesia del Sur, primero como la oficina de Tesorero General en 1923, siendo su primer titular Percival Donald Leslie Fynn, quien ocupó el cargo hasta 1932. En 1933 Fynn fue nombrado como Ministro de Finanzas, surgiendo formalmente el Ministerio de Finanzas.
La oficina pasó a llamarse Ministerio del Tesoro desde junio de 1954 hasta abril de 1964. La oficina mantuvo la misma estructura cuando Rodesia declaró unilateralmente su independencia en 1965.

## Funciones
El Ministerio de Finanzas de Rodesia tenía como fin principal la supervisión de las finanzas públicas del país, así como el control de la política fiscal. En 1933 el Ministerio, además, obtuvo la función de la recolección de impuestos y la preparación del prepuesto público.

## Tesoreros Generales
- Percival Donald Leslie Fynn, 1 de octubre de 1923 - 19 de mayo de 1932
- William Muter Leggate, 19 de mayo de 1932 - 5 de julio de 1933

## Ministros de Hacienda antes de la UDI
- Percival Donald Leslie Fynn, julio de 1933 - septiembre de 1933
- Jacob Hendrik Smit, septiembre de 1933 - enero de 1935
- Percival Donald Leslie Fynn, enero de 1935 - abril de 1937, en funciones
- William Sydney Senior, abril de 1937 - julio de 1939, en funciones
- Ernest Lucas Guest, julio de 1939 - diciembre de 1941, actuando
- Godfrey Martin Huggins, diciembre de 1941 - febrero de 1942
- Max Danziger, febrero de 1942 - diciembre de 1942
- Godfrey Martin Huggins, diciembre de 1942 - junio de 1945, en funciones
- Leslie Benjamin Fereday, junio de 1945 - mayo de 1946, en funciones
- Ernest Lucas Guest, mayo de 1946 - septiembre de 1946
- Godfrey Martin Huggins, septiembre de 1946, en funciones
- Edgar Cuthbert Fremantle Whitehead, septiembre de 1946 - marzo de 1947
- Ernest Lucas Guest, marzo de 1947 - noviembre de 1947, en funciones
- Patrick Bissett Fletcher, noviembre de 1947 - agosto de 1949, en funciones
- Godfrey Martin Huggins, agosto de 1949 - septiembre de 1950, en funciones
- Patrick Bissett Fletcher, septiembre de 1950 - junio de 1951, en funciones
- Godfrey Martin Huggins, junio de 1951 - enero de 1952, en funciones
- Patrick Bissett Fletcher, enero de 1952 - abril de 1952, en funciones
- John Moore Caldicott, abril de 1952 - enero de 1953, en funciones
- George Arthur Davenport, enero de 1953 - septiembre de 1953, en funciones
- Donald MacIntyre, septiembre de 1953 - diciembre de 1953
- Reginald Stephen Garfield Todd, diciembre de 1953 - febrero de 1954
- Cyril James Hatty, junio de 1954 - diciembre de 1954, Ministro de Hacienda
- George Arthur Davenport, diciembre de 1954 - agosto de 1955, ministro del Tesoro en funciones
- Patrick Bissett Fletcher, agosto de 1955 - diciembre de 1956, ministro del Tesoro en funciones
- Reginald Stephen Garfield Todd, diciembre de 1956 - octubre de 1957, ministro del Tesoro en funciones
- Geoffrey Ellman Brown, octubre de 1957 - enero de 1958, ministro del Tesoro en funciones
- Abraham Eliezer Abrahamson, enero de 1958 - febrero de 1958, Ministro de Hacienda
- Cyril James Hatty, febrero de 1958 - agosto de 1959, Ministro de Hacienda
- Edgar Cuthbert Fremantle Whitehead, agosto de 1959 - septiembre de 1962, ministro del Tesoro en funciones
- Geoffrey Ellman Brown, septiembre de 1962 - diciembre de 1962, Ministro de Hacienda
- Ian Douglas Smith, diciembre de 1962 - octubre de 1963, ministro del Tesoro
- William John Harper, octubre de 1963 - abril de 1964, ministro del Tesoro en funciones
- John Wrathall, abril de 1964 - noviembre de 1965[2]

Fuente:

## Ministros de Hacienda después de la UDI
- John Wrathall, noviembre de 1965 - enero de 1976
- David Colville Smith, enero de 1976 - junio de 1979[3]
- Ernest Bulle, abril de 1978 - junio de 1979

## Ministros de Finanzas de laFederación de Rodesia y Nyasalandia
- Donald MacIntyre, 1953-1962
- John Moore Caldicott, 1962-1963